# Szkoła i szachy

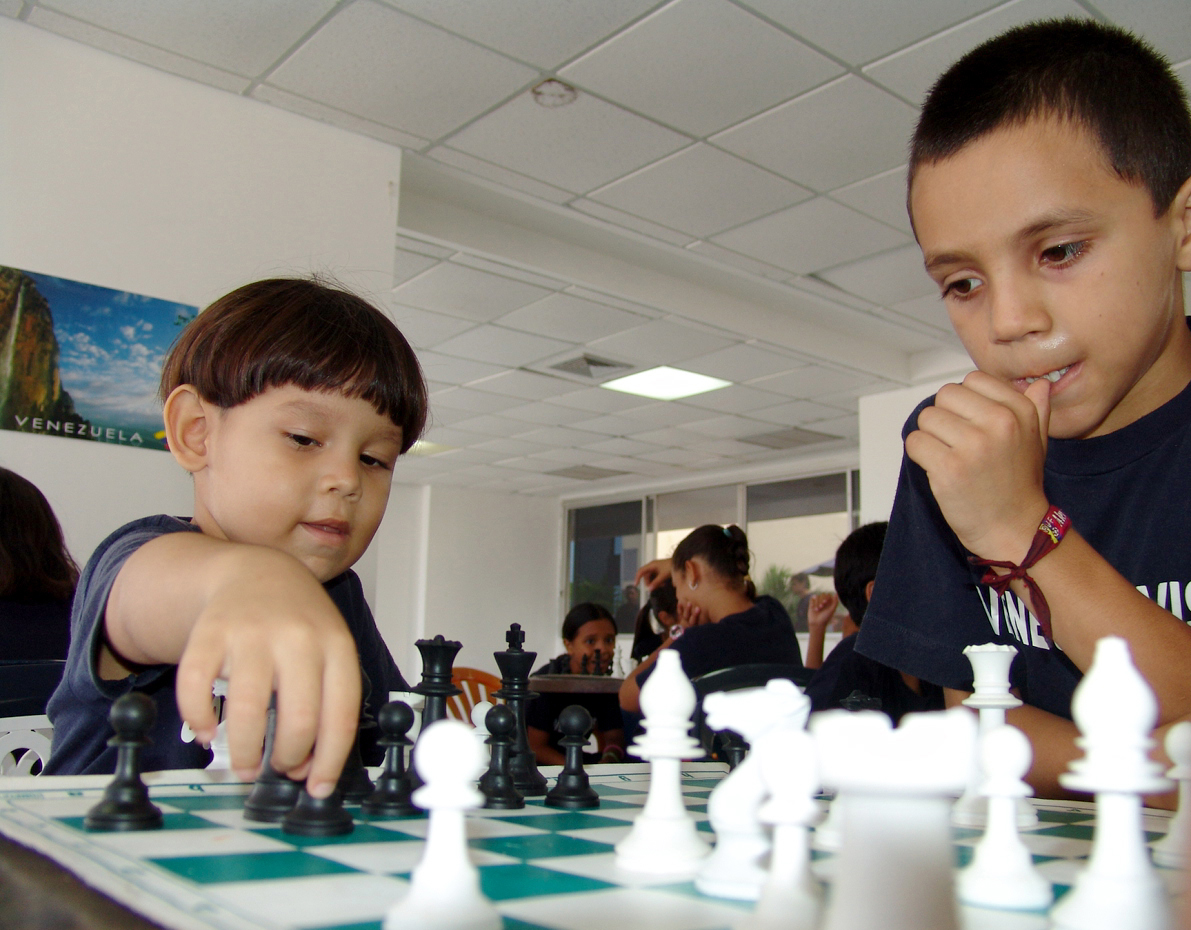
Dzieci grające w szachy

Szkoła i szachy to temat popularyzacji szachów wśród młodzieży szkolnej poprzez włączanie szachów do programu nauczania lub w postaci zajęć fakultatywnych (np. kółka szachowe).
Najstarsze tradycje w popularyzacji szachów wśród dzieci ma "szachowa wioska" w Ströbeck, w której uczęszczające do miejscowej szkółki dzieci były uczone gry w szachy w XVIII wieku.
W Polsce w 1948 nauczyciel K. Kozłowski postulował wprowadzenie szachów w szkołach. W pierwszym etapie zaproponował wprowadzenie szachów jako przedmiotu nadobowiązkowego.
Duże zasługi w promowaniu szachów wśród młodzieży szkolnej miał profesor Stanisław Kartasiński.
W 2009 w Polsce pojawiła się incjatywa obywatelska pod przewodnictwem Macieja Karasińskiego, której celem było wprowadzenie obowiązkowej nauki szachów w szkołach podstawowych. Pomimo poparcia Polskiego Związku Szachowego nie zebrano wymaganej ilości głosów.
W Polsce obowiązkowe zajęcia z szachów w szkołach podstawowych odbywają się m.in. w Chrzanowie, Gryfinie, Skierniewicach, Zbąszyniu.
Przyczyną prób popularyzacji szachów wśród młodzieży szkolnej są edukacyjne i wychowawcze walory gry w szachy. Na temat edukacyjnych walorów gry w szachy powstały prace naukowe (w Polsce prace Andrzeja Modzelana).
W 2012 Parlament Europejski poparł program "Szachy w szkole", który rekomenduje unijnym krajom wprowadzenie szachów do programów oświaty.
Od roku szkolnego 2011/12 Armenia jako pierwszy kraj na świecie wprowadziła szachy do szkół jako obowiązkowy przedmiot.
W 2014 roku w Grecji zapowiedziano, że szachy zostaną przedmiotem obowiązkowym w szkole podstawowej.